# Сан Роберто
Сан Робѐрто (на италиански: San Roberto) е село и община в Южна Италия, провинция Реджо Калабрия, регион Калабрия. Разположено е на 300 m надморска височина. Населението на общината е 1829 души (към 2012 г.).